# Ulica Jezuicka w Bydgoszczy
Ulica Jezuicka w Bydgoszczy – ulica na terenie miasta lokacyjnego Bydgoszczy. 

## Położenie
Ulica znajduje się w zachodniej części Starego Miasta. Rozciąga się w przybliżeniu na kierunku północ-południe, od ul. Farnej do ul. Długiej. Jej długość wynosi ok. 150 m. 

## Historia
Ulica Jezuicka została wytyczona w połowie XIV wieku podczas kształtowania bydgoskiego miasta lokacyjnego. Przebiegała w zachodniej części ówczesnego miasta Bydgoszczy, łącząc ulicę Długą z kościołem farnym. 
Podczas prowadzonych przy ul. Jezuickiej ratowniczych prac archeologicznych stwierdzono fragmenty zabudowy ceglanej datowanej na XV-XVI wiek. Na ten sam okres datuje się również zachowane mury kamienicy przy ul. Jezuickiej 4, a na wiek XVII odkryte fundamenty kamienicy na ul. Jezuickiej 5.
Historia tej części miasta związana jest z zakonem jezuitów, do którego w XVII-XVIII wieku należała większa część domów w czworoboku dzisiejszych ulic: Farnej, Jezuickiej, Niedźwiedzia i Starego Rynku. Około roku 1640 jedno skrzydło tego czworoboku na Rynku zostało zamknięte bryłą kościoła jezuickiego oraz zabudowaniami kolegium. Podczas potopu szwedzkiego (1655–1660) większa część domów została spalona, a wiele innych stało pustką z powodu ucieczki mieszkańców przed zarazą. Umierający masowo bydgoszczanie zapisywali swe nieruchomości kościołom, klasztorom i szpitalowi. Stąd wiele domów w rejonie ulicy określano jako „jezuickie”. 
Jesienią 1657 r. podczas pobytu w Bydgoszczy monarchów: króla Jana Kazimierza z królową Marią Ludwiką oraz elektora brandenburskiego Fryderyka Wilhelma (z żoną Luizą) dostojnicy i dworzanie byli goszczeni na terenie kolegium jezuickiego oraz w należących do jezuitów domach. Lustracja z 1658 r. stwierdza, że istniejące dawniej w tym rejonie miasta domy mieszkalne (drewniane, od XVI wieku murowane) oraz browary i warsztaty rzemieślnicze są w większości zniszczone. Jedynie kilka domów nie zostało określonych jako puste, czy zrujnowane. 
Na pierwszym, szczegółowym planie zabudowy miasta, sporządzonym w 1774 r. przez pruskiego geometrę Gretha widocznych jest szereg pustych parceli przy ulicy Jezuickiej. Istniejąca wówczas zabudowa występowała w środkowo-zachodniej części ulicy oraz w części północno-wschodniej (budynek kolegium). Wiele kamienic wzniesiono natomiast w ostatniej ćwierci XVIII wieku, gdyż na planie Lindnera z 1800 r. i planie miasta z 1816 r,. widnieje pełna zabudowa pierzejowa po obu stronach ulicy. Wiadomo, że w okresie 1772–1786 wybudowano w Bydgoszczy 99 nowych dwupiętrowych domów.
Z planu katastralnego z 1876 r. wynika, że przy ulicy Jezuickiej stało 19 kamienic (z tego 13 w zachodniej pierzei), co odpowiada w przybliżeniu stanowi obecnemu.
W latach 20. XX wieku uporządkowano numerację posesji na ulicy. W tym czasie mieszkała tu uboga na ogół ludność polska i żydowska, w tym kilku piekarzy i szewców. Podczas okupacji polscy mieszkańcy ulicy padli jako pierwsi ofiarą łapanek dokonanych na Starym Mieście, w pierwszych dniach zajęcia Bydgoszczy przez hitlerowców.
Ukształtowany do połowy XIX wieku charakter ulicy nie zmienił się w następnych dziesięcioleciach. W 1979 r. na podstawie uchwały MRN rozpoczęto w tym rejonie prace rekonstrukcyjne prowadzące do „uporządkowania dawnej zabudowy Starego Miasta”. Doprowadziło to w latach 90. XX wieku do odrestaurowania większości kamienic przy ulicy Jezuickiej. Ulokowano w nich sklepy oraz agendy Urzędu Miejskiego, Bydgoskiego Towarzystwa Naukowego i innych instytucji. W kamienicach: nr 4 i nr 18 znajdują się: siedziba i biuro Towarzystwa Miłośników Miasta Bydgoszczy. W kamienicach 4a-14 mieszczą się wydziały Urzędu Miasta, zaś w pozostałych m.in.: księgarnie, restauracje, sklepy i galerie sztuki. W 2010 r. modernizacja nawierzchni ulicy Jezuickiej została ujęta w Planie Rewitalizacji Bydgoszczy.

### Nazwy
Ulica w przekroju historycznym posiadała następujące nazwy:
- XVI w. - I poł. XVIII w. – platea ecclesiastica (Kościelna)
- 1800–1816 - Pfarr Kirchenstraße
- 1840–1920 - Neue Pfarrstraße
- 1920–1939 - Jezuicka
- 1939–1945 - Neue Pfarrstraße
- od 1945 - Jezuicka

Staropolska nazwa ulicy nawiązuje do kościoła farnego, do którego uliczka prowadziła mieszczan z ulicy Długiej. Nazwa nowożytna nawiązuje natomiast do zakonu jezuitów, których klasztor w Bydgoszczy powstał w 1619 r. W latach 1637–1649 między Starym Rynkiem, a ul. Jezuicką wzniesiono kościół jezuicki pw. Św. Krzyża, a w latach 1644–1653 budynek kolegium jezuitów. Była to najważniejsza jednostka oświatowa i kulturotwórcza w XVII-XVIII-wiecznej Bydgoszczy.

## Architektura
Ulica Jezuicka zalicza się do ładniejszych na terenie Starego Miasta z uwagi na odnowioną i stosunkowo jednorodną zabudowę. Starsze kamienice, mimo wielokrotnych przebudów posiadają cechy barokowe. Większość zabudowy nosi jednak cechy XIX-wiecznych przebudów i XX-wiecznych remontów, które częściowo zubożyły fasady kamienic. Najstarszym i najbardziej wyróżniającym się budynkiem stojącym przy ulicy Jezuickiej jest dawne kolegium (obecny ratusz).

## Niektóre kamienice
| Nr | Adres           | Lata budowy | Styl architektoniczny | Wpisany do rej. zabytków | Uwagi | Zdjęcie |
| -- | --------------- | ----------- | --------------------- | ------------------------ | --- | ------- |
| 1. | Jezuicka 1      | 1653, 1878  | klasycyzm, eklektyzm  | T                        | Budynek zajmuje pierzeję wschodnią od ul. Niedźwiedziej do Farnej. Od 1653 r. mieścił dawne kolegium jezuitów, wzniesione z fundacji biskupa Kaspra Działyńskiego i kanclerza wielkiego koronnego, starosty bydgoskiego Jerzego Ossolińskiego. Od 1770 r. w budynku znajdowało się gimnazjum niemieckie, Szkoła Główna Departamentowa (1808–1812), szkoła wydziałowa (1812–1815) i ponownie gimnazjum niemieckie (1817–1878). W 1879 r. budynek został zakupiony przez miasto i stał się siedzibą magistratu. |         |
| 2. | Jezuicka 2      | 1780        | barok                 | T                        | Kamienica na rogu z ul. Farną. Piętrowa z sienią przechodnią, z zachowanym z XVIII wieku dziedzińcem i otwartym drewnianym krużgankiem (galeriami). Na przełomie XIX i XX w. mieściły się tu biura urzędu pocztowego. W kamienicy znajduje się m.in. sala konferencyjna Aula Lochovsciana Bydgoskiego Towarzystwa Naukowego oraz wydziały jednostek samorządowych. |         |
| 3. | Jezuicka 4      | 1744        | barok                 | T                        | Kamienica z zachowanymi w piwnicach gotyckimi sklepieniami beczkowymi z XV w. Została odrestaurowana w latach 1967–1969 według projektu arch. Stefana Klajbora. Elewacja frontowa ozdobiona sgraffitem w formie medalionów. Na przełomie XIX i XX w. mieściły się tu biura urzędu pocztowego. Od 1969 r. zajmuje ją Bydgoskie Towarzystwo Naukowe, przy którym do 1994 r. działała Regionalna Pracownia Naukowo-Badawcza. |         |
| 4. | Jezuicka 16     | 1905        |                       | N                        | W piwnicach przez wiele lat funkcjonowała restauracja o zmieniających się nazwach (Piwnica Ratuszowa, Medea, Kukuryku). |         |
| 5. | Jezuicka 24     | ok. 1777    |                       | N                        | Budynek powstał w miejscu wcześniejszego, niewielkiego browaru, po pożarze którego nieruchomość nabył radca podatkowy Mannkopff, który wzniósł tu piętrowy dom mieszkalny. Zbudowana na przeł. XVIII i XIX wieku, podpiwniczona kamienica w XX wieku podwyższona została o drugie, a następnie o trzecie piętro, zyskując ostatecznie trzy kondygnacje i poddasze. Fasada kamienicy jest sześcioosiowa, o podziałach ramowych, z zamkniętym łukiem koszowym wejściem w osi trzeciej (od ul. Długiej), nieco szerszej od pozostałych. W wejściu zachowane rokokowe drzwi ze skrzydłami konstrukcji płycinowo-ramowej, o esowato wygiętych ramiakach poziomych. Faliście wygięte nadproże dekorowane jest wstęgami przechodzącymi pośrodku w woluty, między którymi pośrodku umieszczono motyw muszli. Wysokie nadświetle jest dzielone szczeblinami o krzywolinijnym wykroju. |         |
| 6. | Niedźwiedzia 11 | 1775–1776   | barok                 | N                        | Kamienica na rogu ul. Jezuickiej. Do 1950 r. na parterze kamienicy mieściła się apteka „Pod Niedźwiedziem”, w okresie zaboru pruskiego jedyna w mieście apteka polska Władysława Kurzaja. Od 1915 r. znajdowała się tu również polska księgarnia zasłużonego księgarza i wydawcy Leona Posłusznego. W 2015 na kamienicy odsłonięto tablicę upamiętniającą polskiego aptekarza Ignacego Rochona, rozstrzelanego przez Niemców w 1939 r. |         |